# Лебедина пісня (вислів)

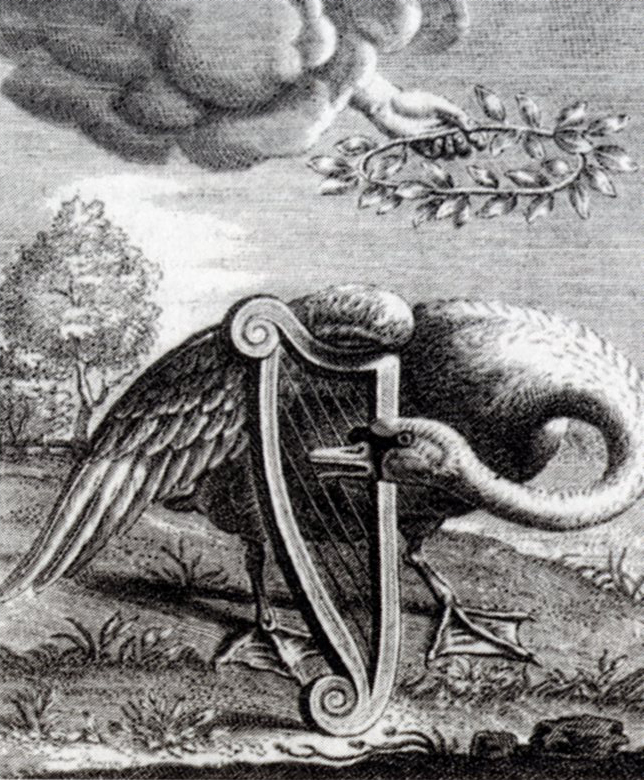
Співаючий лебідь (1655), Рейнір ван Персейн

Лебедина пісня (дав.-гр. κύκνειον ᾆσμα; лат. carmen cygni) — метафорична фраза, яка означає останній жест, зусилля чи виступ перед смертю або кінцем чогось. Фраза посилається на давнє повір'я, що лебеді співають прекрасну пісню перед смертю, тоді як більшу частину свого життя вони були мовчазними (або, навпаки, не такими музичними).
Переконання, про підґрунтя якого тривалий час точилися суперечки, стало притчею у Стародавній Греції до 3 століття до н.е. і неодноразово повторювалося в пізнішій західній поезії та мистецтві. Насправді лебеді вчаться різноманітним звукам протягом усього життя; їхні звуки більш помітні під час ритуалів залицяння і не пов'язані зі смертю.

## Походження та опис
У грецькій міфології лебідь був птахом, присвяченим Аполлону, і тому він вважався символом гармонії та краси, а його обмежені можливості як співака були піднесені до можливостей співочих птахів.
Байка Езопа «Лебідь і гусак» включає в себе легенду про лебедину пісню, яка врятувала йому життя, коли його спіймали помилково замість гуски, але його впізнали за співом. Згадка про це є в «Агамемноні» Есхіла від 458 р. до н.е. У цій п'єсі Клітемнестра порівнює мертву Кассандру з лебедем, який «заспівав свій останній плач».
У «Федоні» Платона персонаж Сократа каже, що хоча лебеді співають у ранньому віці, вони не роблять це так красиво, як перед смертю. Він додає, що існує поширена думка, що пісня лебедів є сумною, але Сократ вважає за краще думати, що вони співають від радості, маючи «наперед знання про благословення в іншому світі». У своїй «Історії тварин» Арістотель зазначив, що лебеді «музичні й співають переважно перед смертю». До третього століття до нашої ери це повір'я стало прислів'ям.
Овідій згадує легенду в «Історії про Піка і Канена»:
У сльозах вона виливала слова слабким голосом,

оплакуючи своє сумне горе, як лебідь

перед смертю співає похоронну пісню.
Також можливо, що лебедина пісня має певний зв’язок із плачем Кікна Лігурійського на смерть його коханця Фаетона, амбітного й свавільного сина Геліоса й Клімени. Ім'я Кікнус є латинізованою формою грецького, що означає «лебідь». Гігін у своїх «Фабулах» пропонує, щоб скорботний Кікн, якого боги перетворили на лебедя, приєднався до плачу тополь, що плачуть у бурштині, Геліад, зведених сестер мертвого Фаетона, які також пережили метаморфозу після смерті безрозсудного Фаетона.

## Орнітологічна точність
Найвідоміший європейський лебідь, лебідь-шипун (Cygnus olor), хоча насправді не німий, не відомий ані музикальністю, ані голосом під час смерті. Це спонукало декого критикувати вірування в лебединий спів з часів античності, одним із найдавніших є Пліній Старший: у 77 р. н. е. у «Природничій історії» (книга 10, розділ xxxii: olorum morte narratur flebilis cantus, falso, ut arbitror, aliquot experimentis), він стверджує: «спостереження показує, що історія про те, що вмираючий лебідь співає, є неправдою». Петерсон та ін. зазначають, що Cygnus olor «не є німим, але йому бракує дзвінкого крику, він лише іноді гуде, рохкає і шипить».
Проте лебідь-кликун (Cygnus cygnus), зимовий гість у деяких частинах східного Середземномор’я, має «жукаючий» крик і, як відомо, видає протяжну серію нот, коли його легені згортаються після закінчення видиху, обидва є наслідком додаткової петлі трахеї в його грудній кістці. Це було запропоновано натуралістом Петром Палласом як основу для легенди. У давньогрецькому та єгипетському мистецтві зображені як лебеді-шипуни, так і лебеді-кликуни.
Найближчі родичі лебедя-кликуна, трубач і чорнодзьобий лебідь, мають спільну музичну трахейну петлю. Зоолог Д. Ж. Елліот повідомив у 1898 році, що чорнодзьобий лебідь, якого він застрелив і поранив під час польоту, почав довго ковзати вниз, видаючи серію «жалібних і музичних» нот, які «іноді звучали як тихий біг нот октави».

## Пізніші культурні посилання
Уявлення про те, що лебеді співають останню пісню перед смертю, продовжувало впливати на західну культуру до початку Нового часу. Наприклад, «Parlement of Foules» Чосера містить посилання на «ревнивого лебедя, який співає при своїй смерті». Леонардо да Вінчі також згадував легенду у своїх записниках: «Лебідь білий без плям, і він солодко співає, вмираючи, цією піснею закінчуючи своє життя».
У «Венеціанському купці» Шекспіра Порція вигукує: «Нехай музика звучить, поки він робить свій вибір; / Тоді, якщо він програє, він закінчує, як лебідь, / Завмираючись в музиці». Подібним чином в «Отелло» вмираюча Емілія вигукує: «Я зіграю лебедя / І помру в музиці».
Відомий мадригал Орландо Гіббонса «Срібний лебідь» викладає легенду так:
Срібний лебідь, що в житті не мав жодної ноти,

Як Смерть наблизилась, розтулив горло у холодному поті.

До очеретяного берега грудьми притулившись,

Проспівав свою пісню останню, й мовчав, у тиші занурившись:

«Прощавайте, всі радощі! Смерть, закрий мені очі!

Більше гусей, ніж лебедів, тепер живуть, більше дурнів, ніж розумних».
Інші поети, які черпали натхнення з легенди, включають Альфреда, лорда Теннісона, чия поема «Вмираючий лебідь» є поетичним згадуванням «гімну смерті дикого лебедя»; однойменний вірш Томаса Стерджа Мура; і Семюел Тейлор Колрідж, який пожартував: «Лебеді співають перед смертю — це не погана річ / Якщо певні люди помирають, перш ніж співають».

### Ідіоматичне вживання
Фраза «лебедина пісня» також набула метафоричного сенсу, посилаючись на остаточну роботу творчого митця, особливо коли вона була створена незадовго до смерті, або, загалом, на будь-яку остаточну роботу чи досягнення/ Наприклад, Schwanengesang («Лебединий спів») — це назва посмертно виданої збірки пісень Франца Шуберта, написаної наприкінці його життя. Таку назву зазвичай дають опусу 13 Генріха Шютца 1671 року, за рік до його смерті. Цей термін часто застосовують подібним чином до творів сучасних музикантів, таких як Blackstar Девіда Боуї, Hurt у виконанні Johnny Cash, Donuts від J Dilla, Innuendo від Queen і Where Did You Sleep Last Night у виконанні Nirvana.
Драматичні або визначні досягнення спортсмена безпосередньо перед виходом на пенсію, такі як удар бейсболіста Дерека Джетера в останній грі на стадіоні Янкі, також можна назвати їхньою «лебединою піснею». Прикладом у кіноіндустрії є «Остання кінозірка», журнал Rolling Stone назвав цей фільм «лебединою піснею» Берта Рейнольдса. Фільм був одним з останніх кінопроектів Рейнольдса, і він помер через кілька місяців після виходу фільму.